# 国際開発省
国際開発省（こくさいかいはつしょう、英語: Department for International Development、略称：DFID）は、かつてイギリス政府に存在したイギリスの行政機関。1997年5月、トニー・ブレア政権の発足と同時に設置された。主に外国援助を担当していたが、対外政策一本化のため2020年9月に外務・英連邦省と統合された。

## 歴史
1964年から70年にかけての第一次ウィルソン内閣時代、海外支援業務の一本化を目的として海外開発省（Ministry of Overseas Development）が設立された。1970年10月に保守党が政権を獲得すると同省は外務・英連邦省に統合され、海外開発局（Overseas Development Administration）に格下げとなった。1974年に再び政権を獲得した労働党が海外開発省の復活を表明したが、1979年に保守党が政権を獲得すると再び海外開発局へ格下げとなった。その後長く続いた保守党政権時代には海外開発局として活動していたが、1997年に労働党が政権を獲得すると再び外務・英連邦省との分離が行われ、国際開発省が設立された。
労働党政権下ではイギリスの商品・サービスと結びつくような支援が減らされたため、しばしば外国援助が非効率に行われた。不必要な官僚主義を避けるため、DFIDでは独自プログラムの立ち上げを行わないようにしていた。その結果DFIDの資金は主に政府機関や国際機関に配分され、それらを通じて援助が提供されていた。2009年7月、DFIDは従来のブランド戦略を転換し、明確にイギリス国民からの支援であることがわかるようなロゴを作成した。この決定は当時援助関係者の間で議論を呼んだが、下院国際開発委員会議長のマルコム・ブルースは、「DFIDではイギリスからの支援であることがわからない。米国はUSAID、カナダはCIDAを設立した。」と説明した。
2020年6月、首相のボリス・ジョンソンは国際開発省と外務・英連邦省を統合し、外務・英連邦・開発省とすることを発表した。その目的について首相は「対外支援を外交政策と統合すること」と述べた。